# Третьяково (Алтайский край)
Третьяко́во — станция (населённый пункт) в Третьяковском районе Алтайского края России, административный центр сельского поселения Третьяковский сельсовет.

## География
Находится в 18 км к югу от райцентра, села Староалейское, на железнодорожной линии Локоть — Защита, и региональной автодороге 01К-09. 

## Население
| 1997  | 1998  | 1999  | 2000  | 2001  | 2002  |
| ----- | ----- | ----- | ----- | ----- | ----- |
| 1043  | ↗1114 | ↘1062 | ↗1119 | ↘1060 | ↘1002 |
| 2003  | 2004  | 2005  | 2006  | 2007  | 2008  |
| ↗1065 | ↘1059 | ↘1051 | ↘1041 | ↘1037 | ↘1014 |
| 2009  | 2010  | 2011  | 2012  | 2013  |       |
| ↗1016 | ↘849  | ↘845  | ↘825  | ↘796  |       |

## Транспорт
В населённом пункте расположена одноимённая станция железной дороги. Поскольку эта станция является последней на территории России, здесь действует пограничный железнодорожный пункт пропуска.

## Галерея

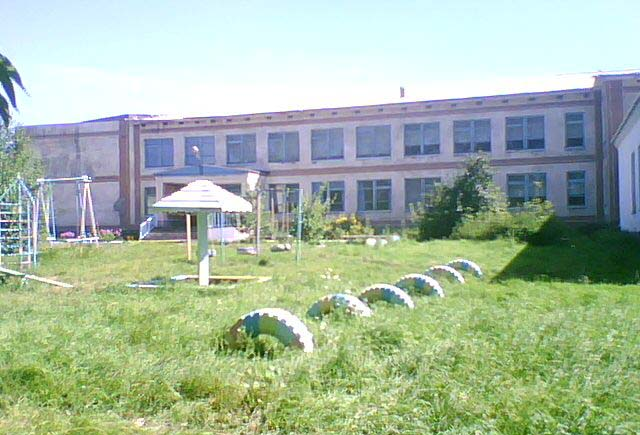
Третьяковская школа
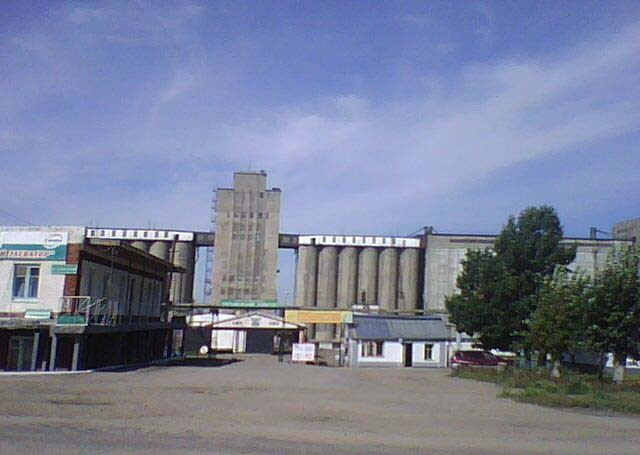
Элеватор
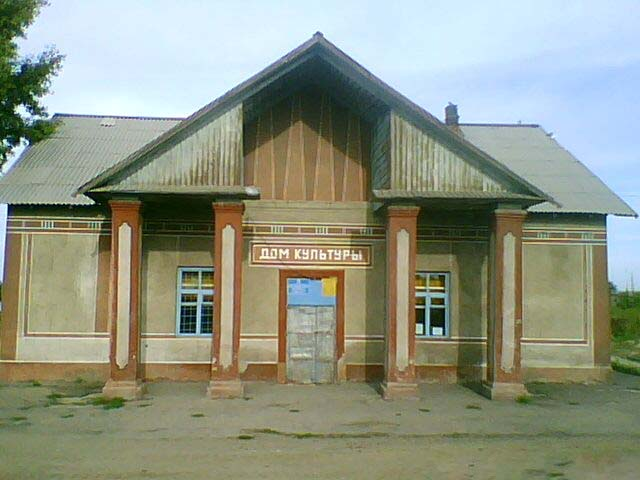
Дом культуры
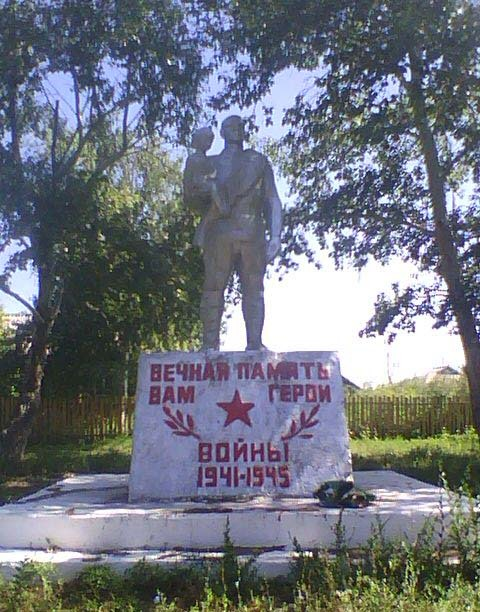
Памятник Героям Великой Отечественной войны